# Могильний Володимир Миколайович
Володимир Миколайович Могильний — український військовослужбовець, воєначальник, полковник Збройних сил України, учасник російсько-української війни. Лицар ордена Богдана Хмельницького III ступеня (2022).

## Життєпис
Станом на 2019 рік командир 32-го реактивного артилерійського полку.

## Нагороди
- орден Богдана Хмельницького III ступеня (22 березня 2022) — за особисту мужність і самовіддані дії, виявлені у захисті державного суверенітету та територіальної цілісності України, вірність військовій присязі[3].